# Jungle (Cor & Reverse)
Jungle is een lied van de Italiaans-Nederlandse rapper Cor en de Nederlandse producer Reverse. Het werd in 2021 als single uitgebracht en stond in hetzelfde jaar als derde track op het gezamenlijk uitgebrachte album Beloofd.

## Achtergrond
Jungle is geschreven door Andy Ricardo de Rooy, Sergio van Gonter en Cor en geproduceerd door Andy Ricardo en Reverse. Het is een nummer dat past in de genres nederhop en trap. In het lied rappen de artiesten over de stappen die de artiesten hebben gezet in hun leven en carrières. Ze vertellen hoe dankbaar ze zijn voor de mensen om hun heen en gaan in op de uitgagingen die ze met hun vrienden zijn aangegaan. Verder beseffen ze dat ze er nog niet zijn en hard door blijven werken om nog succesvoller te zijn. Op de B-kant van de single is een instrumentale versie van het lied te vinden.
Jungle was de eerste single van een gezamenlijk project van Cor en Reverse, waaruit het album Beloofd volgde. Andere succesvolle nummers van dat album zijn Alles wat ik wil en Hier ver vandaan.

## Hitnoteringen
De artiesten hadden bescheiden succes met het lied in Nederland. Het stond de honderdste plaats van de Single Top 100 in de enige week dat het in deze hitlijst te vinden was. De Top 40 en haar Tipparade werden niet bereikt.